# Taraxacum corynodes
Taraxacum corynodes — вид квіткових рослин з родини айстрових (Asteraceae). Ареал: Чехія, Словаччина, Данія, Фінляндія, Німеччина, Велика Британія, Польща, Швеція, Україна; це багаторічна рослина помірних біомів. Зустрічається на луках і трав'янистих антропогенних біотопах.
Основні діагностичні ознаки цього таксону: бічні частки щільно розташовані, зігнуті дельтоподібні або трикутні, тупі з вираженою тенденцією до поділу, верхні краї прямі або неправильні, часто з великими зубцями, нижні краї неправильно увігнуті, зазвичай з помітними зубцями, черешки зелені, чітко крилаті; зовнішні приквітки 12–13 мм завдовжки, 4–4.9 мм завширшки; квіткова голова ≈ 50 мм у діаметрі.